# Museum of Anthropology
Das Museum of Anthropology in der Nähe von Vancouver ist eines der führenden Museen für die Kultur der First Nations im pazifischen Nordwesten. Es ist eine bedeutende Touristenattraktion und befindet sich am Marine Drive in den University Endowment Lands, einem gemeindefreien Gebiet westlich der Stadt. Das Museum ist eng mit der University of British Columbia (UBC) verbunden. Die umfangreiche Sammlung ist in einem Gebäude aus Beton untergebracht, dessen Baustil an das Fachwerk der örtlichen Ureinwohner erinnert.

## Ausstellung

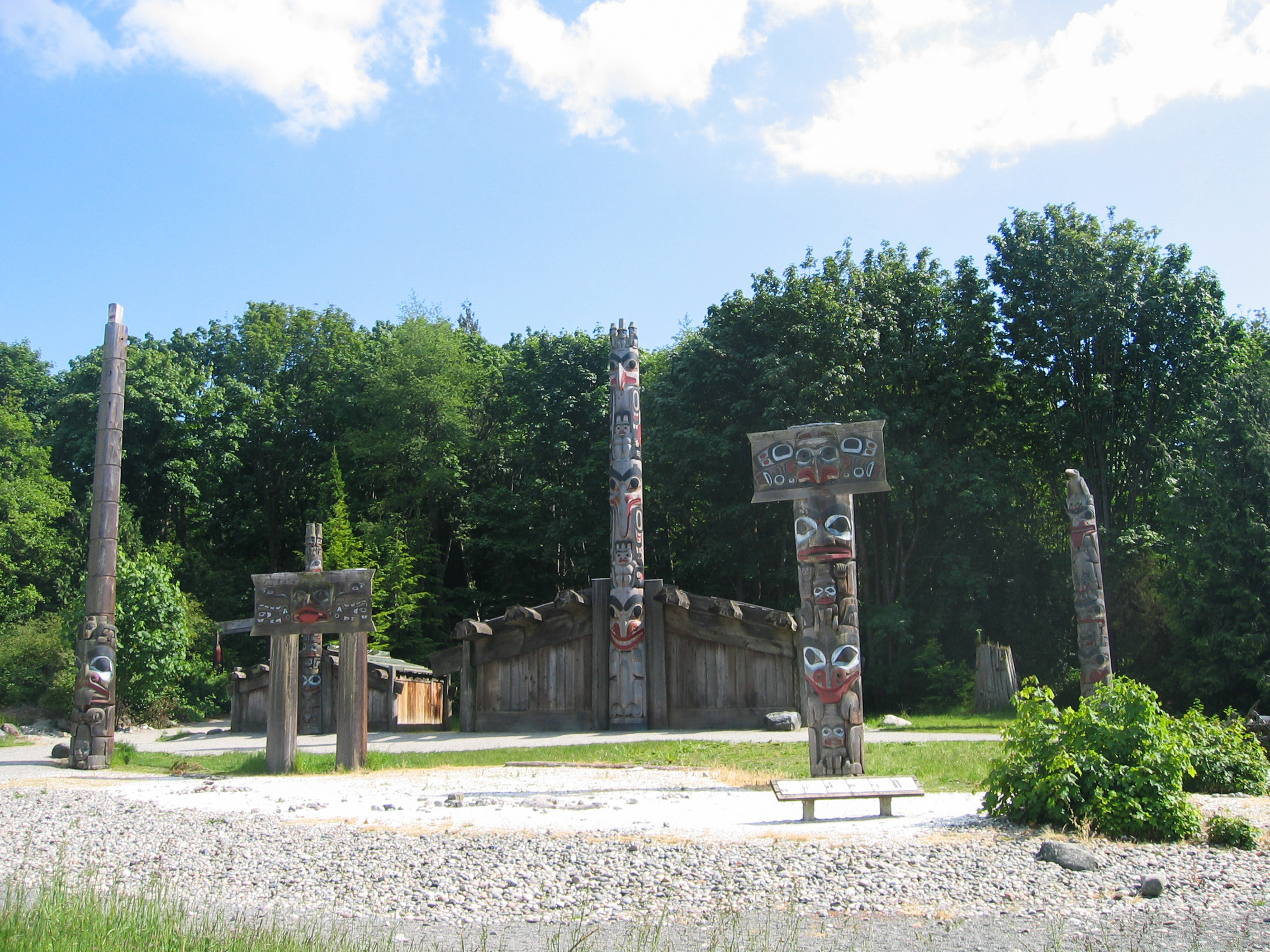
Wappenpfähle und Langhäuser der Haida

Das Museum besitzt zahlreiche große Skulpturen, Totempfähle und kulturelle Objekte. Obwohl das Museum auf die indigenen Völker der pazifischen Nordwestküste spezialisiert ist, umfasst die aus etwa 38.000 ethnographischen und etwa 535.000 archäologischen Gegenständen bestehende Sammlung auch Objekte von allen anderen Kontinenten. Die Sammlung besteht sowohl aus historischen als auch aus zeitgenössischen Objekten.

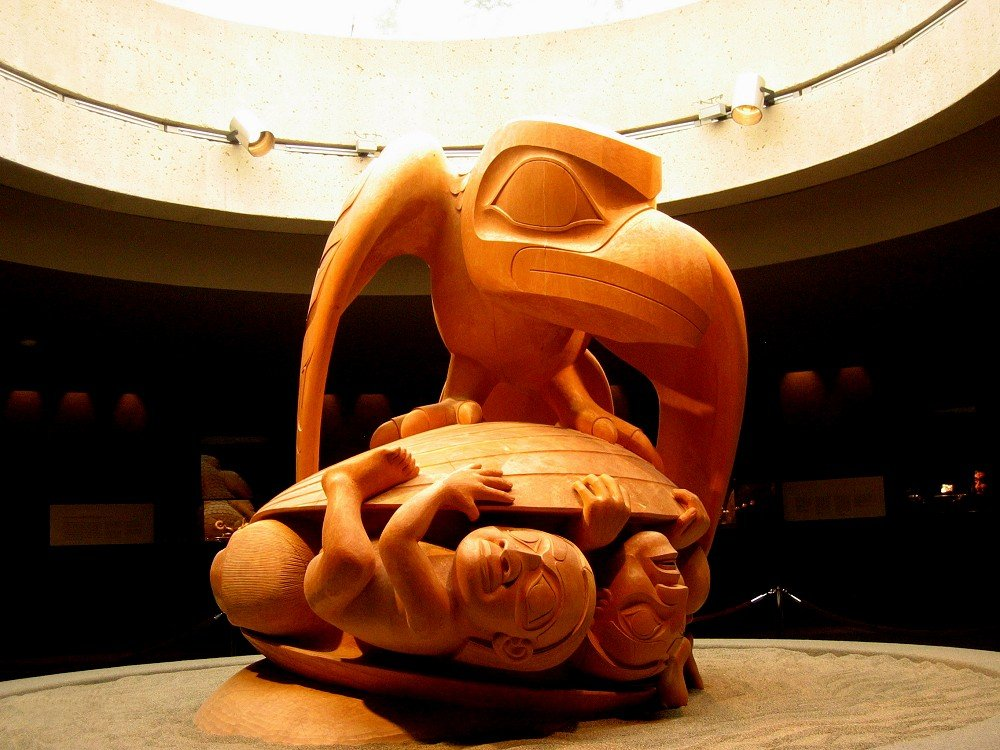
Der Rabe und die ersten Menschen, Bill Reid

Bekanntestes Ausstellungsobjekt ist wohl die aus dem Holz der Nutka-Scheinzypresse gefertigte Skulptur „The Raven and the First Men“ (Der Rabe und die ersten Menschen) von Bill Reid, die zusammen mit dem „The Spirit of Haida Gwaii“ (Der Geist von Haida Gwaii) auf der kanadischen 20-Dollar-Note der „Canadian Journey Series“ aus dem Jahr 2004 abgebildet ist. Weitere bedeutende Arbeiten von Reid sind seine Bären und Wasco-Skulpturen, einige Beispiele seines Goldschmucks und ein Prototyp des Haida-Einbaums, das er für die Weltausstellung Expo 86 schnitzte.
Das Museum besitzt mehrere große Artefakte des Musqueam-Stammes aus dem späten 19. und frühen 20. Jahrhundert. Diese sind besonders selten, da die Musqueam eines der ersten Völker im Nordwesten waren, die durch die Europäer umgesiedelt und durch eingeschleppten Seuchen dezimiert wurden. Ebenfalls zum Museum gehören eine umfangreiche Sammlung aus dem südpazifischen Raum sowie die Koerner Ceramics Gallery mit 600 europäischen Keramikobjekten.

## Geschichte
Die Gründung des Museums erfolgte im Jahr 1947, als verschiedene Objekte der ethnografischen Sammlung der UBC im Keller der Universitätsbibliothek öffentlich ausgestellt wurden. Dr. Harry Hawthorn war der erste Direktor des neuen Museums, während seine Ehefrau Dr. Audrey Hawthorn als erste Kuratorin amtierte.
1971 erhielt das Museum finanzielle Zuwendungen von der kanadischen Regierung und der UBC, um ein neues Museumsgebäude errichten zu können. Dieses wurde vom renommierten kanadischen Architekten Arthur Erickson entworfen und im Jahr 1976 eröffnet. Walter und Marianne Koerner schenkten 1975 ihre umfangreiche Sammlung indianischer Kunst dem Museum, die heute noch einen großen Teil der ausgestellten Objekte ausmacht.